# Eisenbahnunfall von Felixdorf
Bei dem Eisenbahnunfall von Felixdorf stieß in der Nacht vom 5. auf den 6. Februar 1921 auf der österreichischen Südbahn auf der Strecke Wien–Wiener Neustadt ein Schnellzug mit einem Gütereilzug zusammen. Sieben Reisende starben, 14 wurden schwer verletzt.

## Ausgangslage
Der aus Italien über Klagenfurt verkehrende Schnellzug mit planmäßiger Ankunft in Wien Südbahnhof um 21:40 Uhr hatte mehr als drei Stunden Verspätung. Ungewöhnlich starker Schneefall beeinträchtigte die Kommunikation zwischen den Bahnhöfen, sodass der Schnellzug an vielen Stationen, wo er laut Fahrplan durchgefahren wäre, aufgehalten wurde. In Felixdorf sollte der Schnellzug um 0:30 Uhr den auf einem Ausweichgleis stehenden Gütereilzug 811 kreuzen.

## Unfallhergang
Der Lokomotivführer des Gütereilzugs hatte das Halt zeigende Signal übersehen und war zu weit in die Station hineingefahren. In diesem Augenblick nahte der Schnellzug aus Klagenfurt und stieß mit voller Geschwindigkeit in den vorderen Teil der Lokomotive 629.12 des Gütereilzugs. Die vorderen Personenwagen des Schnellzugs schoben sich ineinander und türmten sich auf, die hinteren Wagen entgleisten und stürzten um.

## Folgen
Die beiden Lokomotiven, acht Wagen des Schnellzugs und einige Güterwagen wurden stark beschädigt. Gemäß einem amtlichen Bericht der Südbahn wurden fünf Reisende getötet, 16 schwer und zahlreiche leicht verletzt. Von den Schwerverletzten erlagen nachträglich zwei ihren Verletzungen.